# Bruce Waibel
Bruce Waibel (Dover, 9 luglio 1958 – Florida, 2 settembre 2003) è stato un musicista statunitense che ha suonato per diversi artisti e band. La sua ultima collaborazione è stata quella con la rock band FireHouse. È morto nel 2003 per suicidio.

## Biografia
Bruce Waibel è nato a Dover, nel New Jersey, il 9 luglio 1958. Si trasferisce pochi anni dopo in Florida insieme alla famiglia. Comincia a suonare la chitarra all'età di 9 anni.
Nel 1982, Waibel si unisce alla band del cantante Gregg Allman in qualità di roadie. Poco dopo entra nel gruppo come chitarrista, per poi assumere il ruolo di bassista negli ultimi anni.
Waibel ha inoltre suonato per Marshall Tucker, Captain Beyond, Stevie Ray Vaughan, Rick Derringer e diversi altri.
Nel 2000 entra nei FireHouse su invito del chitarrista Bill Leverty. Quello stesso anno registra assieme alla band l'album O2. Lascia la band nel 2003 per trascorrere maggior tempo insieme alla famiglia. Ha inoltre registrato le parti di basso nel primo album solista di Leverty, Wanderlust.
Il 2 settembre 2003, Waibel viene trovato morto nell'abitazione di un suo amico in Florida.